# 1758 au théâtre
| Années du théâtre : 1755 - 1756 - 1757 - 1758 - 1759 - 1760 - 1761    |
| Décennies du théâtre : 1720 - 1730 - 1740 - 1750 - 1760 - 1770 - 1780 |

## Événements
- Lettre à d’Alembert sur les spectacles de Jean-Jacques Rousseau.
- Discours sur la poésie dramatique, esai sur le théâtre de Denis Diderot, accompagnant l'édition originale de la pièce Le Père de famille

## Pièces de théâtre publiées
- Le Père de famille, drame de Denis Diderot.

## Pièces de théâtre représentées
- 6 avril : La Nouvelle École des femmes d'Alexandre-Guillaume de Moissy au Théâtre italien de Paris.

## Naissances
- 6 juin : Mayeur de Saint-Paul, acteur, dramaturge et directeur de théâtre français, mort le 18 décembre 1818.
- 2 décembre : Étienne Vigée, écrivain et dramaturge français, mort le 8 août 1820.

## Décès
- 25 octobre : Ichikawa Danjūrō II, acteur japonais du théâtre kabuki, né le 3 novembre 1668.
- octobre : Theophilus Cibber, acteur et auteur dramatique anglais, né le 25 ou 26 novembre 1703.
- 26 décembre : François-Joseph de Lagrange-Chancel, auteur dramatique et poète français, né le 1er janvier 1677.